# Okręg wyborczy Monmouthshire
Okręg wyborczy Monmouthshire wysyłał do angielskiej, a następnie brytyjskiej, Izby Gmin dwóch deputowanych. Okręg obejmował walijskie hrabstwo Monmouth. W 1832 r. z okręgu wydzielono miasto o tej samej nazwie. Okręg został zniesiony w 1885 r.

## Deputowani do brytyjskiej Izby Gmin z okręgu Monmouthshire
- 1659–1680: William Morgan
- 1659–1660: John Nicholas
- 1660–1667: Henry Somerset, lord Herbert
- 1667–1679: Trevor Williams
- 1679–1679: Charles Somerset, lord Herbert, torysi
- 1679–1685: Trevor Williams
- 1680–1685: Edward Morgan
- 1685–1689: Charles Kemeys
- 1689–1695: Charles Somerset, markiz Worcester, torysi
- 1689–1690: Trevor Williams
- 1690–1700: Thomas Morgan of Dderw
- 1695–1698: Charles Kemeys
- 1698–1704: John Williams
- 1701–1720: John Morgan of Rhiwpera
- 1705–1708: Hopton Williams
- 1708–1712: Thomas Windsor, 1. wicehrabia Windsor
- 1712–1713: James Gunter
- 1713–1713: Thomas Lewis
- 1713–1715: Charles Kemeys
- 1715–1722: Thomas Lewis
- 1720–1735: John Hanbury
- 1722–1731: William Morgan of Tredegar
- 1731–1734: lord Charles Somerset, torysi
- 1734–1747: Thomas Morgan
- 1735–1747: Charles Hanbury Williams
- 1747–1763: William Morgan of Tredegar (młodszy)
- 1747–1766: Capel Hanbury
- 1763–1771: Thomas Morgan of Rhiwpera
- 1766–1784: John Hanbury
- 1771–1792: John Morgan of Dderw
- 1784–1785: Henry Nevill, wicehrabia Nevill
- 1785–1805: James Rooke
- 1792–1796: Robert Salusbury
- 1796–1831: Charles Gould Morgan
- 1805–1816: lord Arthur John Henry Somerset
- 1816–1848: Granville Somerset, Partia Konserwatywna
- 1831–1841: William Addams Williams
- 1841–1874: Charles Morgan
- 1848–1859: Edward Arthur Somerset
- 1859–1871: Poulett Somerset
- 1871–1880: Henry Somerset
- 1874–1885: Frederic Morgan
- 1880–1885: John Rolls